# Jadwiga Szopieraj
Jadwiga Szopieraj z domu Krygier (ur. 1908, zm. 1975) – pionierka fotografii zawodowej z Bydgoszczy. Bohaterka muralu kolumbijskiego malarza Sebastiana Jimeneza.

## Życiorys
Jako nastolatka przyjechała z rodzinnych Leszczyc do Bydgoszczy, do domu krewnej. W jej willi przy Świętojańskiej 8 mieścił się zakład fotograficzny. Dom i zakład powstały w ostatnich latach XIX wieku na zamówienie fotografa Carla Weissa. Zakład Salewscy odnajmowali kolejnym fotografom. Jadwiga terminowała u mistrza fotografii Tytusa Piechockiego (wykonał m.in. zdjęcie Pierwszej Rady Miejskiej w Bydgoszczy kadencji 1920-1921 oraz portrety Poli Negri). Z czasem przejęła prowadzenie zakładu. Wyszkoliła się w fotograficznym fachu, w dokumentach figurowała jako „fotografistka”. Kiedy w 1937 roku Tytus Piechocki zawiązał Cech Fotografów w Bydgoszczy, wystosował zaproszenie do trzydziestu siedmiu fotografów. Wśród nich była Jadwiga Szopieraj.

## Upamiętnienie
Jest bohaterką książki „Zawód: Fotografistka”, która została nagrodzona Strzałą Łuczniczki w kategorii edytorskiej w konkursie Bydgoskiej Literackiej Nagrody 2019 oraz zdobyła wyróżniona w ogólnopolskim 60. Konkursie Polskiego Towarzystwa Wydawców Książek na Najpiękniejsze Książki Roku 2019.

Jej dorobek fotograficzny został zaprezentowany na wystawie „Eros i Tanatos. Bydgoskie pionierki fotografii zawodowej 1888–1945”, której kuratorką była Katarzyna Gębarowska, w Muzeum Okręgowym w Bydgoszczy. Katalog wystawy został nominowany do Strzały Łuczniczki na poziomie edytorskim w roku 2020.

Została upamiętniona na muralu, który powstał w ramach piątej edycji Vintage Photo Festival. Mural obejmuje szczytową ścianę kamienicy przy ulicy Świętojańskiej (w miejscu gdzie działała fotografistka) w Bydgoszczy przy siedzibie Fundacji Fotografistka (widok od ulicy pomorskiej 68A w podwórzu) i został wykonany w technice negatywu. Ostateczny efekt jest widoczny dopiero po „odwróceniu” kolorów do pozytywu. Autorem muralu jest kolumbijski malarz Juan Sebastian Jimenez (pseudonim SEPC). Jako wzór posłużyło artyście archiwalne zdjęcie fotografistki, odszukane przez badaczkę i dyrektor Vintage Photo Festival Katarzynę Gębarowską.